# Tatjana Tolstaja
Tatjana Nikititjna Tolstaja (ryska Татья́на Ники́тична Толста́я), född 3 maj 1951 i Leningrad (nuvarande Sankt Petersburg) i Sovjetunionen (nuvarande Ryssland), är en rysk författare, släkt med Aleksej Tolstoj.